# Phronia strenuiformis
Phronia strenuiformis är en tvåvingeart som beskrevs av Ostroverkhova 1979. Phronia strenuiformis ingår i släktet Phronia och familjen svampmyggor. Inga underarter finns listade i Catalogue of Life.